# Инкубатор
Инкубаторът е апарат, осигуряващ естественото развитие на птичите или друг вид ембриони, при изкуствено създадени условия на околната среда.
Инкубаторът представлява добре изолиран от външната среда шкаф с няколко отделения, в които се поставят касетки с яйца. За да се създадат условия, подобни на тези, при които естествено се излюпват пиленца, инкубаторът е снабден с терморегулируема нагревателна, овлажнителна и вентилационна системи, както и с механизъм за обръщане на яйцата.
Различните инкубатори имат капацитет между 41 яйца и 100 000 яйца.

## Други значения
В по-широк контекст, думата „инкубатор“ се използва за място, в което съществуват или са създадени благоприятни условия за развитието на някого или нещо. Например, „инкубатори“ се наричат организации, даващи възможност на перспективни стартиращи малки и средни предприятия да започнат бизнес, като получават (безплатно или на преференциални цени) консултантски и правни услуги, обучение на персонала, достъп до информационни и комуникационни технологии и др.